# John H. Bankhead junior

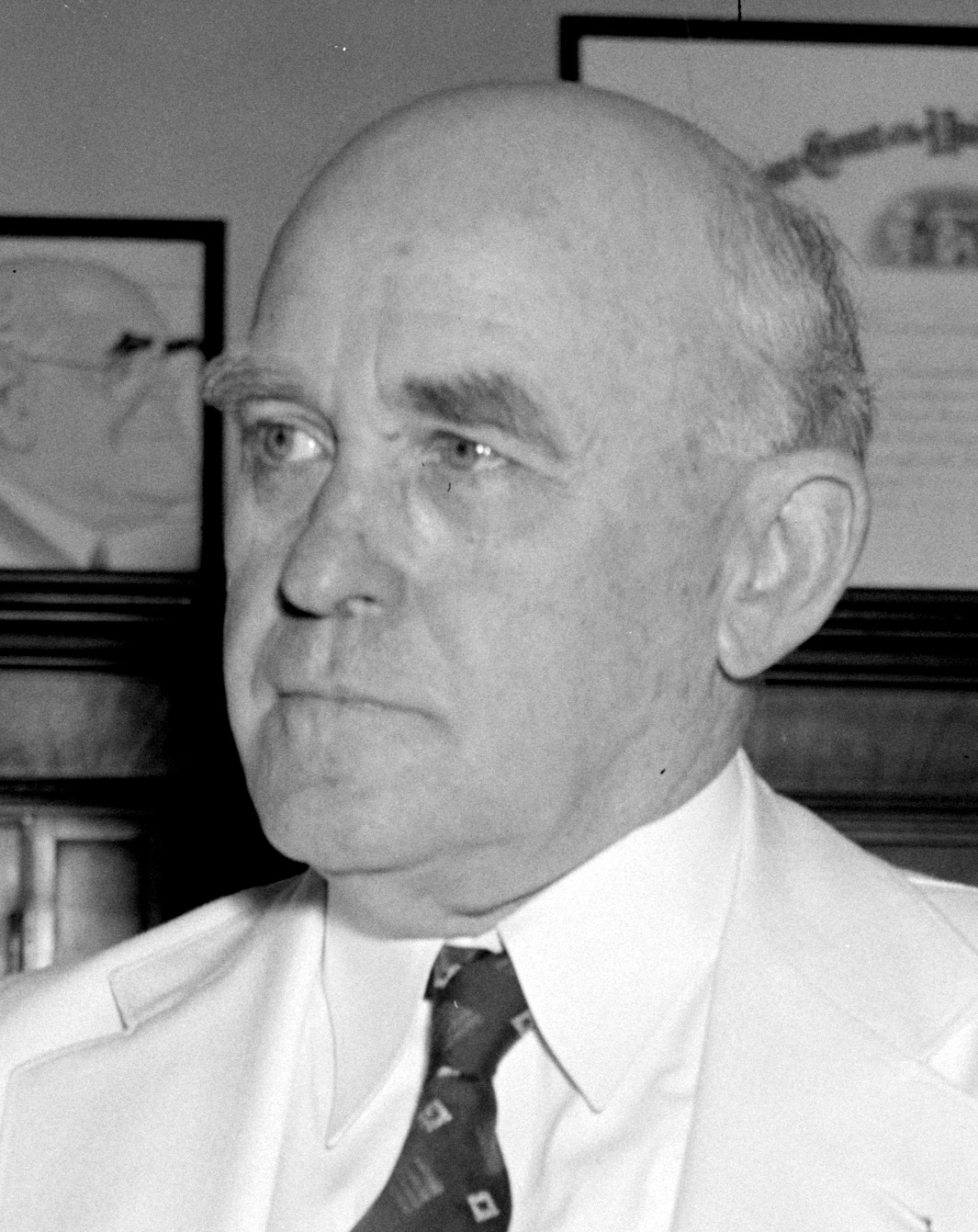
John Hollis Bankhead II (Juni 1938)

John Hollis Bankhead II (* 8. Juli 1872 in Lamar County, Alabama; † 12. Juni 1946 in Bethesda, Maryland) war ein US-amerikanischer Politiker, der für den Bundesstaat Alabama im Senat der Vereinigten Staaten politisch tätig war.

## Leben
John Hollis Bankhead gehörte einer einflussreichen politischen Familie an; sein Vater John H. Bankhead war wie der Sohn Senator der Vereinigten Staaten aus Alabama; Bankheads Bruder William B. Bankhead war Abgeordneter zum US-Repräsentantenhaus und von 1936 bis 1940 dessen Speaker. Bankheads Nichte Tallulah Bankhead feierte als Filmschauspielerin Erfolge.
Bankhead der auf einer Farm aufwuchs, besuchte die Pflichtschulen in Wetumpka und Fayette. Danach schrieb er sich an der University of Alabama ein, an der er Rechtswissenschaften studierte. Nach seinem Abschluss, im Jahr 1891, studierte er Politikwissenschaften an der Georgetown University in Washington, D.C. Erste politische Erfahrungen sammelte er als Praktikant im Büro seines Vaters, der zu jener Zeit noch Abgeordneter zum Repräsentantenhaus war. Nachdem er 1893 die Anwaltszulassung im Staat Alabama erhalten hatte, zog er nach Jasper, wo er begann, als Anwalt zu praktizieren.
Am 26. Dezember 1894 trat er mit Musa Harkins vor den Traualtar, einer Frau, mit der er seit Schulzeiten befreundet war. Das Paar bekam im Lauf der Zeit drei Kinder, Sohn Walter Will und die Töchter Marion und Louise.
Als Anwalt vertrat Bankhead überwiegend Unternehmen, darunter die Eisenbahn oder Kohleminen. 1901 vertrat er seinen Bezirk, Walker County, auf dem Verfassungskonvent in Montgomery. Hier wurde er einer breiten Wählerschicht auch überregional bekannt. 1903 kandidierte er als Abgeordneter der Demokratischen Partei mit Erfolg für einen Sitz im Repräsentantenhaus von Alabama, dem er jedoch nur eine Legislaturperiode, von 1904 bis 1905, angehörte. Mit seinem Vater und Bruder erwarb Bankhead die Caledonia Coal Company, eine Gesellschaft, die sie in Bankhead Coal Company umbenannten. Bankhead war von 1911 bis 1925 deren Präsident.
1926 kandidierte Bankhead erstmals für ein Mandat im US-Senat, unterlag jedoch in den parteiinternen Vorwahlen dem Demokraten Hugo Black. Vier Jahre später, 1930, versuchte er es erneut, hatte dieses Mal jedoch mehr Erfolg. Am 4. März 1931 wurde er in seinem neuen Amt als Senator vereidigt. Danach legte der Demokrat James Thomas Heflin gegen das Wahlergebnis Berufung ein, da er meinte, die Vorwahlen wären unfair verlaufen, und er an Stelle von Bankhead hätte Anspruch auf den Senatssitz. Nach einer knapp zweijährigen Pattsituation, in der selbst ein Unterausschuss des Senats darüber entscheiden musste, wurde das Wahlergebnis zugunsten Bankheads bestätigt.
Da Alabama in der so genannten Great Depression besonders hart von der Weltwirtschaftskrise betroffen war, setzte sich Bankhead für ein rasches Umsetzen von Franklin D. Roosevelts New Deal ein. Auch setzte er sich in seiner politischen Arbeit für Landwirte und Bauern ein. Anfang der 1940er Jahre war es Bankhead zu verdanken, dass in Alabama Forschungseinrichtungen in der Landwirtschaft angesiedelt wurden, und somit Arbeitsplätze entstanden. Auch engagierte sich Bankhead in der Bildung für die Kinder von Farmern und konnte dank seines Verhandlungsgeschickes viel Geld aus dem Bundeshaushalt nach Alabama transferieren. Andererseits war Bankhead auch ein typischer Südstaatenpolitiker, der sich gegen die Bürgerrechte von Afroamerikanern aussprach.
1944, auf dem Bundesparteitag der Demokraten, wurden Bankhead gute Chancen eingeräumt, US-Vizepräsidentschaftskandidat von Präsident Roosevelt zu werden. Dennoch zog Bankhead seine Kandidatur zurück, so dass sich US-Senator Harry S. Truman auf dem Ticket wieder fand.
Am 24. Mai 1946, nach einem langen Arbeitstag, erlitt Senator Bankhead einen schweren Schlaganfall, von dem er sich nie wieder erholte. Er wurde ins National Naval Medical Center nach Bethesda gebracht, wo er knapp drei Wochen später, im Alter von 73 Jahren starb.
Wie sein Vater wurde er dreimal zum US-Senator gewählt und wie John H. Bankhead senior starb Bankhead junior während seiner Amtszeit.